# Lieve Baeten
Lieve Baeten (* 24. Oktober 1954 in Zonhoven; † 15. Oktober 2001 in Bekkevoort) war eine belgische Kinderbuchautorin und Illustratorin.

## Leben
Lieve Baeten wurde in Zonhoven geboren und studierte Illustration an der Koninklijke Academie voor Schone Kunsten van Antwerpen. 1992 veröffentlichte sie Die neugierige kleine Hexe. Die Abenteuer der kleinen Hexe Lotje wurden ein internationaler Erfolg. Ihre Werke wurden neben Belgien und Deutschland in Dänemark, Frankreich, Großbritannien, den Niederlanden, in Schweden, den USA, Kanada und Korea veröffentlicht. In Deutschland haben ihre Bücher über die Kleine Hexe eine Gesamtauflage von mehr als 700.000 Exemplaren. 
Weitere Geschichten über die kleine Hexe Lisbet, die in deutscher Sprache veröffentlicht wurden:
- Die kleine Hexe hat Geburtstag
- Die kleine Hexe feiert Weihnachten
- Die kleine Hexe geht auf Reisen
- Die schlaue kleine Hexe

Lieve Baeten starb 2001 bei einem Autounfall. Ihr Sohn Wietse Fossey (* 1977) aus der Ehe mit Ken Fossey stellte nach ihrem Tod Illustrationen für Die schlaue kleine Hexe fertig, dessen Manuskript Lieve Baeten bereits abgeschlossen hatte. 

## Werke
- als Autorin und Illustratorin
  - Nieuwsgierige Lotje (1992)
  - Lotje is jarig (1994)
  - Een hapje voor Nina (1995)
  - Kleertjes voor Nina (1995)
  - Tom gaat naar bed (1995)
  - Waar is Tom? (1995)
  - De kerstboom van Lotje (1996)
  - Lotje en de heksenprinses (1998)
  - Kleine draak (2000)

- als Illustratorin
  - Geluk in een papiertje (1991)
  - Eefje donkerblauw (1992)
  - Aapje doet mee (1997)
  - Snoep op stokjes (1997)
  - Blauwe handjes (1997)
  - Bibberbang (1997)
  - De man met de flaphoed (1998)